# Phyrella ambigua
Phyrella ambigua is een zeekomkommer uit de familie Phyllophoridae.
De wetenschappelijke naam van de soort werd in 1988 als Lipotrapeza ambigua gepubliceerd door Gustave Cherbonnier.

## Synoniemen
- Phyllophorus contractura Cherbonnier, 1988
- Thyonidiella cherbonnieri Rowe & Richmond, 2004